# Sinagoga Hecht
La Sinagoga Hecht (en hebreo: בית הכנסת הכט) se encuentra en la Universidad Hebrea en el Monte Scopus, Jerusalén, Israel.
El enorme edificio fue construido por la familia de Mayer Jacob "Chic" Hecht (1928-2006) un senador republicano de los Estados Unidos por el estado de Nevada y Embajador de los EE. UU. en las Bahamas. La sinagoga se caracteriza por la disposición única del arca de la Torá y la vista panorámica de la ciudad vieja a través de una enorme ventana. El edificio fue diseñado por Ram Karmi, un arquitecto israelí y se terminó el 29 de junio de 1981.
La sinagoga se encuentra en la Facultad de Humanidades de la Universidad Hebrea, con vistas al Monte del Templo.